# عبد اللطيف الجيوسي
عبد اللطيف داود يوسف الجيوسي (1882 – 11 مايو 1937) كان من رجال الإدارة وسياسيًا وكاتبًا وصحافيًا ومُفكرًا فلسطينيًا، وُلد في مدينة طولكرم بفلسطين، يُعد من أعلام فلسطين في فترتيّ أواخر العهد العثماني وعهد الانتداب البريطاني، ومن رجالات الحركة الوطنية الفلسطينية، وكان من أوائل ممن حذروا من "أطماع" بريطانيا والحركة الصهيونية في فلسطين.

## سيرته
وُلد عبد اللطيف داود يوسف الجيوسي في مدينة طولكرم بفلسطين عام 1882 إبان فترة العهد العثماني. تلقى تعليمه الابتدائي في طولكرم ثم في "المدرسة السلطانية" في بيروت، وبعد ذلك واصل تعليمه في إسطنبول والتحق هناك "بالكلية الملكية الشاهانية" حيث درس فيها الإدارة العامة والقانون، وهي الكلية الأرفع في إسطنبول في ذلك الوقت والتي تَخَرَّجَ منها معظم رجالات الدولة العثمانية.
برز الجيوسي في إسطنبول كأديب يكتب باللغة التركية وينشر مقالاته في صحيفتي "إقدام" و"طنين" التركيتين، وعُرف عنه اطلاعه الواسع بالتاريخ العربي والإسلامي، فكان يكتب مقالاته في صحف إسطنبول مدافعًا عن التاريخ العربي والإسلامي. وانضم في إسطنبول "بالمنتدى الأدبي" الذي تأسس عام 1909 وكان يرأسه آنذاك اللبناني عبد الكريم الخليل وهو عبارة عن جمعية ثقافية أدبية عربية، فكان الجيوسي من أبرز الأعضاء الأوائل للمنتدى.
بعد تخرج الجيوسي من الكلية الملكية عينته الدولة العثمانية بامتياز قائم مقام لأحد أقضية سنجق حوران، لكنه بعد ذلك استقال من الوظيفة الحكومية. ولما اندلعت الحرب العالمية الأولى عام 1914 عُين مديرًا عامًا للتموين في قضاء طولكرم العثماني.
قبل الانتداب البريطاني على فلسطين الذي بدأ فعليًا في عام 1918 ورسميًا في عام 1920 فقد أخذ الجيوسي يحذر وينبه الفلسطينيين من "نوايا وأطماع" بريطانيا والحركة الصهيونية في أرض فلسطين، فأخذ يدعو الفلسطينيين إلى التنظيم السياسي وتأسيس المدارس. وفي أوائل العشرينات لعب دورًا ملموسًا في مقارعة الانتداب البريطاني والحركة الصهيونية وسماسرة الأراضي.
كان ينشر مقالاته في الصحف المحلية الفلسطينية وبخاصة جريدة الكرمل، ولما زار آرثر بلفور فلسطين في مارس 1925 فقد كتب الجيوسي في جريدة الكرمل بتاريخ 11 مارس 1925 مُخاطبًا بلفور ومُشجعًا الشعب الفلسطيني على الإضراب في جميع أنحاء فلسطين والخروج في مظاهراتٍ صاخبةٍ.

## وفاته
تُوفي عبد اللطيف الجيوسي في مدينة طولكرم بتاريخ 11 مايو 1937 إثر إصابته بنوبةٍ قلبيةٍ حادة، وكان عند وفاته في الخامسة والخمسين من عمره.

## حياته الشخصية
عبد اللطيف الجيوسي مُتزوج، وله عددٌ من الأولاد، منهم: "شاكر"، والمحامي "راشد" الذي كان عضوًا في مجلس بلدية طولكرم منذ عام 1952 وحتى 1955 برئاسة صلاح أمين صلاح.

## قالوا عنه
- قال عنه الأديب والمؤرخ الأردني يعقوب العودات: «برحيل الجيوسي، خسر به الوطن العربي والشعب الفلسطيني كاتبًا واعيًا بعيد النظر».[3]